# Hypopachus pictiventris
Espèce
Synonymes
- Engystoma pictiventre Cope, 1886
- Gastrophryne pictiventris (Cope, 1886)

Statut de conservation UICN

 LC  : Préoccupation mineure
Hypopachus pictiventris est une espèce d'amphibiens de la famille des Microhylidae.

## Répartition
Cette espèce se rencontre dans le nord-est du Costa Rica et le Sud-Est du Nicaragua. Elle est présente du niveau de la mer jusqu'à 500 m d'altitude,.

## Description
Hypopachus pictiventris mesure de 25 à 31 mm pour les mâles et de 27 à 37 mm pour les femelles. Son dos est brun olivâtre ; son ventre noir avec des points blancs dont ceux de l'abdomen sont beaucoup plus étendus.

## Étymologie
Son nom d'espèce, du latin pictus, « taché », et ventris, « ventre », lui a été donné en référence à sa couleur.

## Publication originale
- Cope, 1886 : Thirteenth Contribution to the Herpetology of Tropical America. Proceedings of the American Philosophical Society, vol. 23, no 122, p. 271-287 (texte intégral).